# Adrián Terrazas González
Adrián Terrazas-González (Chihuahua, 17 ottobre 1975) è un musicista messicano.
È un polistrumentista che suona fiati (sassofono tenore, flauto, clarinetto basso & c.) e percussioni di varia natura nel gruppo musicale The Mars Volta dal 2005.